# Souvlaki (Album)
Souvlaki ist das zweite von fünf Studioalben der britischen Rockband Slowdive und erschien im Mai 1993 auf dem namhaften Label Creation Records. Das Album zählt zu den Klassikern des Shoegazing.

## Titelliste
Bis auf die gekennzeichneten Ausnahmen stammen alle Songs aus der Feder von Neil Halstead.
1. Alison – 3:52
2. Machine Gun – 4:28
3. 40 Days – 3:15
4. Sing (Slowdive, Brian Eno) – 4:49
5. Here She Comes – 2:21
6. Souvlaki Space Station (Slowdive) – 5:59
7. When the Sun Hits – 4:47
8. Altogether – 3:42
9. Melon Yellow – 3:53
10. Dagger – 3:34

Bonustracks der Wiederveröffentlichung
1. Some Velvet Morning (Lee Hazlewood) – 3:23
2. Good Day Sunshine – 5:08
3. Missing You – 4:15
4. Country Rain (Halstead, Rachel Goswell) – 3:34

## Rezeption
Bei Veröffentlichung polarisierte das Album stark und verleitete einige Kritiker zu harschen Verrissen:

„[This] record is a soulless void […] I would rather drown choking in a bath full of porridge than ever listen to it again.

[Dieses] Album ist eine seelenlose Leere. […] Ich würde lieber in einem Bad voll Brei ersticken, als es jemals wieder zu hören.“

In der Rückschau wird das Album jedoch deutlich positiver bewertet. Pitchfork Media wählte es auf Platz 2 der 50 besten Shoegazing-Alben. Das Magazin Spin zählt Souvlaki zu den essenziellen Alben des Genres.